# نیدرنووهرن
نیدرنووهرن (به آلمانی: Niedernwöhren) یک شهر در آلمان است که در شاومبورگ واقع شده‌است. نیدرنووهرن ۲٬۰۲۶ نفر جمعیت دارد.